# Srednekolymsk
Srednekolymsk (in russo Среднеколымск?) è una città della Russia situata nella Repubblica Autonoma della Sacha 1.485 chilometri a nord est dalla capitale del territorio Jakutsk, sulla sponda sinistra del fiume Kolyma.
La città fu fondata nel 1644 e ricevette lo status di città nel 1775. Secondo i dati del censimento 2007, Srednekolymsk conta 3.400 abitanti.
| 1897 | 1939  | 1959  | 1970  | 1979  | 1989  | 1992  | 2002  | 2010  |
| ---- | ----- | ----- | ----- | ----- | ----- | ----- | ----- | ----- |
| 538  | 2 000 | 1 900 | 2 700 | 3 300 | 4 500 | 4 900 | 3 587 | 3 271 |